# Церковь Христа Спасителя (Тверь)
Церковь Христа Спасителя — бывший евангелическо-лютеранский храм в Твери. Был построен в 1849 году на Восьмиугольной площади.

## История

### В Российской Империи
Евангелическо-лютеранская община на территории Тверской губернии появилась в конце XVIII — начале XIX века. Сама же лютеранская община в Твери была утверждена 5 апреля 1824 года. До постройки здания кирхи богослужения проходили в актовом зале местной гимназии, а также в частных домах.
В целях построения отдельного здания для лютеранской общины в 1840 году земельный участок, прилегающий к Восьмиугольной площади был выкуплен лютеранами — провизором аптеки П. И. Принцем, господами Миллером и Вигасом. Проект кирхи в 1848 году утвердил император Николай I. Архитектором являлся помощник Тона Константина Андреевича, саксонский архитектор К. Б. Гейнрейх (Гейденрейх), который кроме того являлся главным автором проекта здания Тверской мужской гимназии на Соборной площади. Каменная церковь была заложена в 1849 году, а освящена 24 мая 1853 года.
Приход был утвержден 27 ноября 1857 года, в него входили населенные пункты: Тверь, Торжок, Кашин, Ржев, Зубцов, Старица, Бежецк, Вышний Волочек, Воздвиженское, Овсянниково, Воробъево, эстонская колония Нумеркунде близ деревни Старая, Осташков, колония Городенка в Осташковском уезде, имение Микулино Городище близ Корчева.
В 1862 году при кирхе устроена школа для обучения детей лютеранского исповедания. В тверской кирхе была достаточно обширная библиотека духовной литературы. Священнослужители служившие в лютеранской кирхе вели уроки Закона Божия для христиан лютеранского вероисповедания.

### После 1917 года

Фотография начала XX века

Приход большевиков к власти являлся большим ударом для лютеранской общины Твери. Кирха была закрыта и разорена, исчезли библиотека и орган, были утрачены архивы и приходские документы. Впоследствии церковь стала государственной собственностью. Приход просуществовал до 1935 года. В 1941 году здание пострадало во время боёв. В 1948 году его отремонтировали, а в 1966 году, как и большинство старинных домов на Восьмиугольной площади снесли для строительства Обкома КПСС, ныне это здание Законодательного Собрания Тверской области.

### Возрождение общины и современность

Фотография зала кирхи

В начале 1990-х годов произошло возрождение евангелическо-лютеранского прихода в Твери. Как юридическое лицо, община появилась вновь только в 1999 году.

## Архитектура
Кирха являлась необычной для провинции постройкой неоготического стиля. Цитируя книгу «Прогулки по старой Твери», «можно было теперь увидеть весьма редкую для русской провинции того времени неоготическую постройку». Её украшали десять больших разноцветных стрельчатых окон, на углах здания возвышались четыре остроконечные башни. Над входом в храм, в центре стрельчатого портала была помещена «средневековая роза». Во время боев за Калинин в ходе Великой Отечественной войны здание кирхи было повреждено, а некоторые близлежащие дома полностью разрушены. После войны здание бывшей лютеранской кирхи было отреставрировано.

## Пасторы, служившие в общине
- 1810—1812 — Иоганн Фридрих Фольборт[нем.] (Johann Fridrich Volborth, 5 июня 1768, Нордхаузене — 29 августа 1840, Санкт-Петербург) был евангелическо-лютеранским служащим из Германии, служивший в России. Выходец из знатного купеческого рода. Получил образование в Йенском университете. В 1811 году он получил почётное звание доктора теологии в данном университете. В это время он был придворным проповедником губернатора Георга Ольденбургского в Твери. С 1813 года работал настоятелем церкви Святых Петра и Павла в Санкт-Петербурге, крупнейшей лютеранской церкви в России. Он оставил этот пост 24 сентября 1839 года. Был духовным вице-президентом генеральной евангелическо-лютеранской консистории в Санкт-Петербурге. Он оставался на этом посту до своей смерти в 1840 году. Таким образом, он был ведущим священнослужителем лютеранской церкви в Российской империи.
- 1823—1845 — Карл Теодор Зедерхольм (Karl Theodor Sederholm 1789—1867) являлся лютеранский пастором на юге и в центре России, автор учебников, трудов по истории, философии и богословию, переводчик «Слова о полку Игореве», поэт[5].
- 1850—1851 — Иоганн Самуэль Губер (Johann Samuel Huber, 8 декабря 1778, Мальберг — 30 января 1858, Москва) родился в католической семье и был крещен по католическому образцу, но впоследствии перешёл в лютеранство. Учился в университете Галле и в Базеле, где изучал богословие. 31 марта 1807 года был ординирован в пасторы. Служил в немецких колониях на Поволжье и внёс большой вклад в развитие церквей в этом регионе. Год служил в Твери. Занимался развитием связей между лютеранскими церквями в Российской Империи.
- 1852—1858 — Густав Отто Фердинанд (Gustav Ferdinand Otto, 17 июля 1813, Байдек — 25 декабря 1877, Санкт-Петербург) учился в Ревеле и в Дерптском университете. Был ординироован на службу в Екатериненштадте в 1842 году. Служил в приходах в Курске (1844—1852), Твери (1852—1858) и в округе Тула-Калуга (1858—1872).
- 1858—1870 — Вольдемар Ойген Громанн[эст.] (Woldemar Eugen Grohmann, родился 14 августа 1802 года в городе Тюри, умер 13 ноября 1874 года там же) являлся пастором на протяжении 12 лет. Получил образование в Ревельской Гимназии, а также в Дерптском университете. Рукоположён 2 декабря 1828 года. Кроме служения, занимался теологическими и светскими научными вопросами, религиозным христианским образованием[6].
- 1870—1906 — Эдуард Генрих Йохансен (Eduard Heinrich Johansen, 16 Февраля 1831 года, Такфер, Эстляндской Губернии — 1 июля 1912, Келломяки (Комарово) изучал богословие в Дерптском университете и был рукоположён 18 сентября 1860 года в Москве. Пастор Йохансен служил немецкому, эстонскому, латвийскому и финскому приходам Томской губернии (1860—1868), викарием в Самаре (1868—1870) и в Твери, где он служил более 30 лет. Его жена Луиза Карлблом умерла в Твери 4 октября 1905 года. В 1906 году он уехал в Павловск, чтобы жить с дочерью Эрикой и её мужем Карлом Шмидтом[7][8][9].
- 1906—1918 — Йоханнес Айзеншмидт (Johannes Eisenschmidt).

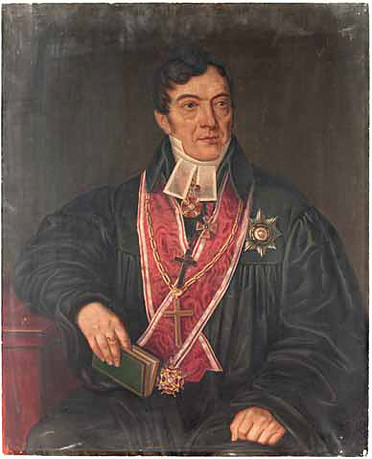
Проповедник Иоганн Фридрих Фольборт
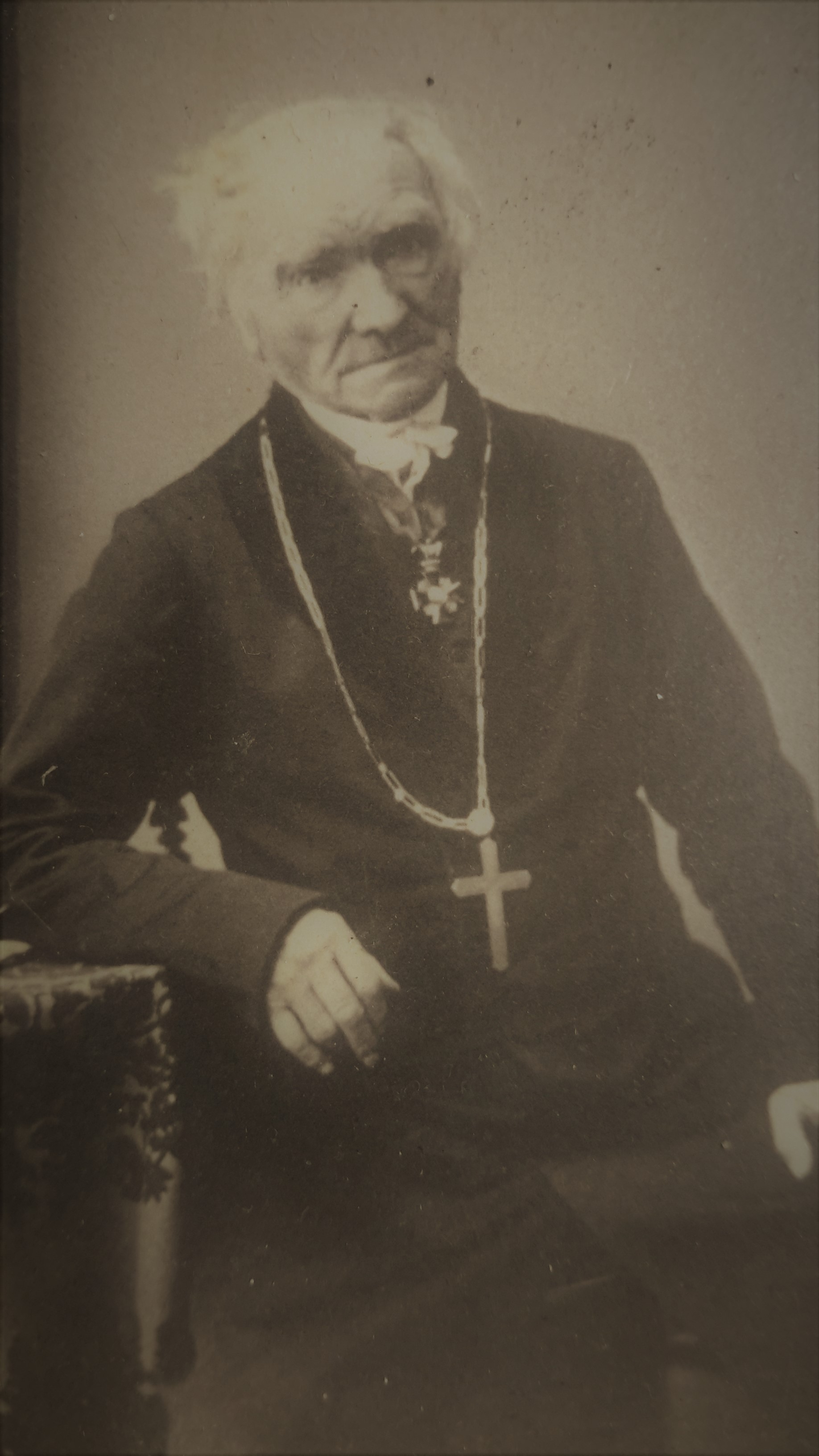
Пастор Иоганн Самуэль Губер
Пастор Густав Отто Фердинанд
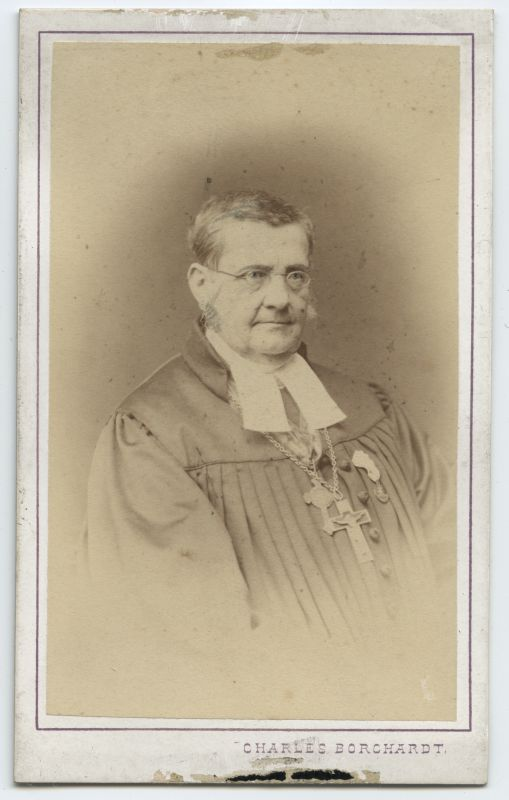
Пастор Вольдемар Ойген Громанн
Пастор Эдуард Генрих Йохансен